# Dynasty Warriors 6
Dynasty Warriors 6 (真・三國無双5, Shin Sangokumusō 5, com és conegut al Japó) és un videojoc de lluita que planteja l'acció en l'Antiga Xina i la sisena part de la sèrie Dynasty Warriors, desenrotllat per Omega Force i publicat per Koei. El joc fou llançat en 11 de novembre, del 2007 en Japó; el llançament Nord-amèrica fou en 19 de febrer, de 2008 mentrestant que el llançament europeu fou el 7 de març, del 2008. Una versió del joc fou va ser inclosa amb la PlayStation 3 de 40 GB en Japó. Dynasty Warriors 6 també ha sigut anunciat per la plataforma PC, XBOX 360 i fou llançat en juliol del 2008

## Expansions

### Dynasty Warriors 6: Empires
Dynasty Warriors 6: Empires (真・三國無双5 Empires) fou oficialment anunciat per Koei. Dynasty Warriors 6: Empires fou lliurat el28 de maig de 2009 en el Japó, el 23 de juny de 2009 ho serà per Nord-amèrica i el 26 de juny del mateix any en Europa per Playstation 3 i Xbox 360.
Característiques confirmades:
Edit Mode: Edit Mode estarà disponible amb el nombre més gran de personatges possibles de tots els jocs Empires. Hi ha un total de 100 personatges que pots crear en l'edit mode. Més personatges seran afegits amb un posterior contingut descarregable.
Música de fons: A 150 pistes musicals estaran disponibles per jugar a més de les descarregables com DLC (Contingut descarregable).
DLC (Contingut descarregable): Música de fons i vestits per als personatges estaran disponibles per descarregar.
Free Mode ha sigut llevat d'este joc, en volta d'això se tindrà opció d'un Empire Mode molt més complet, amb l'opció de ser Ronin (errant sense afiliació), Oficial o Senyor de la Guerra del cada regne.
Personatges confirmats:
Meng Huo: Meng Huo, el líder Nanman del Sud fou també confirmat de retornar en Empires. El seu disseny ha canviat d'un personatge amb sobrecàrrega a un gigant, i molt més musculós. Brandeix el que sembla un gran pilar, com la seva arma. Els oficials genèrics Nanman i soldats han tornat junt amb Meng Huo i el seu territori Nanman. Cap altre personatge té la seua aparició confirmada.
Set de moviment declonat
El Canvi de set de Moviments d'alguns personatges de la Versió Especial de PS2 de DW6 fou també confirmat per a Dynasty Warriors 6 Empires.

### Dynasty Warriors 6 Special
Dynasty warriors 6: Special fou llançat el 2 d'octubre del 2008 en la Playstation 2 al Japó.
Un Mode Musou s'afegeix per a Ma Chao, Cao Pi, Zhang He i Ling Tong, i els quatre personatges reben noves armes i moviments únics. Les armes que canvien són les mateixes: Ma Chao canvia d'una llança a un gran espasa similar a la de Fu Xi en Warriors Orochi 2, Zhang He d'una llança torna a la seua parella d'arpes, Ling Tong d'una alabarda a un bastó amb tres seccions (o sanjiegun) i Cao Pi des d'una espasa a una espasa llarga. És possible ser menjat viu pels animals salvatges en el joc, en comptes de ser solament colpejats per ells com en l'original (tigres, llops, etc.).